# Yacine Wakili
Yacine Wakili (arab. ياسين واكيلي, ur. 18 października 1990) – marokański piłkarz, grający jako lewy obrońca w Al-Sawaed. 

## Kariera klubowa

### Raja Casablanca
Zaczynał karierę w Raja Casablanca, gdzie grał jako junior.
W sezonie 2011/2012 (pierwszym w bazie Transfermarkt) zagrał 6 meczów, strzelił gola i miał 3 asysty.

### Chabab Rif Al Hoceima
17 grudnia 2012 roku przeniósł się do Chabab Rif Al Hoceima. W tym zespole zadebiutował 25 grudnia 2012 roku w meczu przeciwko Raja Casablanca (1:1). Na boisku pojawił się w 70. minucie, zmienił Salaheddine'a Khalfiego. W sumie zagrał 12 spotkań.

### Powrót do Casablanki
30 czerwca 2013 roku wrócił do swojego macierzystego klubu. Zagrał dwa mecze.

### Hassania Agadir
1 stycznia 2014 roku został zawodnikiem Hassanii Agadir. W tym zespole zadebiutował 15 lutego 2014 roku w meczu przeciwko Wydadowi Casablanca (wygrana 1:0). Na boisko wszedł w 64. minucie, zszedł Mohamed Daou. W sumie wystąpił w dwóch meczach.

### ES Metlaoui
1 stycznia 2015 roku wyjechał do Tunezji, podpisując kontrakt z ES Metlaoui. W tym zespole zadebiutował 18 lutego 2015 roku w meczu przeciwko EGS Gafsa (porażka 1:2). Wszedł na boisko w 62. minucie, z boiska zszedł wtedy Mohamed Amine Aouichaoui. W tunezyjskim klubie zagrał 9 spotkań.

### Olympique Khouribga
8 sierpnia 2016 roku (po rocznym okresie niegrania w żadnym klubie) powrócił do Maroka i został zawodnikiem Olympique Khouribga. W tym klubie debiut zaliczył 17 września 2016 roku w meczu przeciwko Moghrebowi Tétouan (porażka 1:0). Zagrał cały mecz. W sumie rozegrał 9 meczów.

### Rapide Oued Zem
4 sierpnia 2017 roku został zawodnikiem Rapide Oued Zem. W tym zespole debiut zaliczył 8 września 2017 roku w meczu przeciwko FAR Rabat (0:0). Na boisko wszedł w 80. minucie, zastąpił Imada Errahouliego. Łącznie zagrał 4 mecze. 

### Youssoufia Berrechid
2 sierpnia 2018 roku został zawodnikiem Youssoufii Berrechid. W tym klubie zadebiutował 26 sierpnia 2018 roku w meczu przeciwko Hassanii Agadir (wygrana 1:0). Na boisku pojawił się w końcówce meczu, zszedł Mouhcine Naciri. Pierwszą asystę zaliczył 4 listopada 2018 roku w meczu przeciwko Olympique Khouribga (2:0). Asystował przy bramce Youssefa Chainy w 56. minucie. Pierwszego gola strzelił 23 grudnia 2018 roku w meczu przeciwko Kawkabowi Marrakesz (2:0). Do siatki trafił w 42. minucie. W sumie zagrał 24 mecze, strzelił dwa gole i miał tyle samo asyst.

### Maghreb Fez
17 lipca 2019 roku został zawodnikiem Maghrebu Fez. W sezonie 2020/2021 zagrał 9 meczów.

### Powrót do Berrechidu
4 września 2021 roku powrócił do Youssoufii. Zagrał 26 meczów, strzelił 3 gole i miał jedną asystę.

### Mouloudia Wadżda
18 sierpnia 2022 roku został zawodnikiem Mouloudii Wadżda. W tym klubie debiut zaliczył 2 września 2022 roku w meczu przeciwko FAR Rabat (porażka 0:1). Na boisko wszedł w 58. minucie, zszedł Zakaria Hamadi. W sumie zagrał 15 meczów.
1 sierpnia 2023 roku odszedł z tego zespołu.

### Dalsza kariera
27 lutego 2024 roku podpisał kontrakt z libijskim Al-Sawaed.